# Parlamentarni izbori u Kraljevini Jugoslaviji
Parlamentarni izbori u Kraljevini Jugoslaviji su se održali sedam puta u razdoblju od 1918. do 1941. Na tim izborima birači su birali narodne poslanike (tj. zastupnike) za Narodnu skupštinu u Beogradu.

## Povijest
Država je za vrijeme svog postojanja dva puta promijenila ime. Izvorni naziv je bio Kraljevstvo Srba, Hrvata i Slovenaca (1918. – 1921.) koji je promijenjen donošenjem Vidovdanskog ustava u Kraljevinu Srba, Hrvata i Slovenaca (1921. – 1929.) te konačno Zakonom o nazivu i podjeli Kraljevine na upravna područja u Kraljevinu Jugoslaviju (1929. – 1941.).
U skladu s izmjenama državnog ustrojstva u upotrebi su bila dva izborna zakona. Na prva četiri izbora u upotrebi je bio Izborni zakon iz 1920. dok je na kasnijim izborima u upotrebi bio Izborni zakon iz 1931. Iako su se po ustavu izbori trebali održavati svake četiri godine u stvarnosti to nije bilo ostvarivo (primjerice, samo u osmogodišnjem razdoblju Vidovdanskog ustava došlo je do triju parlamentarnih izbora i 24 promjene vlada). Biračko pravo su imali svi muškarci koji su u trenutku sastavljanja biračkih popisa navršili 21 godinu i bili državljani Kraljevine SHS (odnosno Kraljevine Jugoslavije).
Izbori su se često održavali pod policijskim pritiskom čime je Vlada željela zastrašiti potencijalne oporbene glasače.
Ukupno najuspješnija stranka na parlamentarnim izborima je bila Narodna radikalna stranka koja je tri puta osvojila najveći broj mandata.

## Popis parlamentarnih izbora

### Kraljevstvo Srba, Hrvata i Slovenaca (1. prosinca1918. –28. lipnja1921.)
- Izbori za Ustavotvornu skupštinu Kraljevstva SHS 1920. održani 28. studenog 1920. birano 419 zastupnika.

### Kraljevina Srba, Hrvata i Slovenaca (28. lipnja1921. –3. listopada1929.)
- Parlamentarni izbori u Kraljevini SHS 1923. održani 18. ožujka 1923. birano 312 zastupnika (pobijedila Narodna radikalna stranka)
- Parlamentarni izbori u Kraljevini SHS 1925. održani 08. veljače 1925. birano 315 zastupnika (pobijedila Narodna radikalna stranka)
- Parlamentarni izbori u Kraljevini SHS 1927. održani 11. rujna 1927. birano 315 zastupnika (pobijedila Narodna radikalna stranka)

### Kraljevina Jugoslavija (3. listopada1929. –17. travnja1941.)
- Parlamentarni izbori u Kraljevini Jugoslaviji 1931. održani 08. studenog 1931. birano 305 zastupnika (diktatura; Jugoslavenska radikalna seljačka demokracija - svih 305 zastupničkih mjesta)
- Parlamentarni izbori u Kraljevini Jugoslaviji 1935. održani 05. svibnja 1935. birano 370 zastupnika (pobijedila Jugoslavenska narodna stranka)
- Parlamentarni izbori u Kraljevini Jugoslaviji 1938. održani 11. prosinca 1938. birano 373 zastupnika (pobijedila Jugoslavenska radikalna zajednica)

## Vanjske poveznice
- The Elections to the Parliament of the Kingdom of the Serbs, Croats & Slovenes 1920 - 1938